# Кизнер
Кизне́р — посёлок в Удмуртии, административный центр Кизнерского района. До 2007 года имел статус посёлка городского типа.

## География
Кизнер расположен на юго-западе Удмуртии, в окружении лесов, через посёлок протекают реки Тыжма и Люга.
В двух километрах к северу от посёлка Кизнер, располагается одноимённое село Кизнер, от которого сначала железнодорожная станция, а потом посёлок при ней получили своё название.

## История
В 1914 году начато строительство железной дороги «Казань—Екатеринбург», проходящей неподалёку от села Кизнер, в 1915 году на железной дороге завершается строительство станции Кизнер и вскоре рядом с ней появляются первые дома.
2 октября 1942 года станция Кизнер получает статус посёлка городского типа, и в него переводится административный центр Кизнерского района.
Постановлением государственного совета Удмуртской республики № 836-10 от 29 мая 2007 Кизнер становится посёлком сельского типа.

## Население
| \| 1942[5] \| 1959[6] \| 1970[7] \| 1979[8] \| 1989[9] \| 2002[10] \| 2010[11] \| \| -------- \| -------- \| ------- \| ------- \| ------- \| -------- \| -------- \| \| 2400 \| ↗7430 \| ↗7966 \| ↗8516 \| ↗9894 \| ↗9957 \| ↘9536 \| \| 2012[12] \| 2015[13] \| 2021[1] \| \| \| \| \| \| ↘9507 \| ↗9805 \| ↘9284 \| \| \| \| \| 1000 2000 3000 4000 5000 6000 7000 8000 9000 10 000 1989 2021 |       |       |       |       |       |       |
| 1942 | 1959  | 1970  | 1979  | 1989  | 2002  | 2010  |
| 2400 | ↗7430 | ↗7966 | ↗8516 | ↗9894 | ↗9957 | ↘9536 |
| 2012 | 2015  | 2021  |       |       |       |       |
| ↘9507 | ↗9805 | ↘9284 |       |       |       |       |

## Транспорт
Железнодорожная станция Кизнер (Горьковская железная дорога). Пригородные поезда до Вятских Полян, Ижевска, Казани. Автобусное сообщение с Ижевском, Можгой, Набережными Челнами.

## Экономика
Население в основном занято в лесной промышленности, сельском хозяйстве. Работают зверохозяйство (разведение норок). АО «Карконд» (Кизнерский крахмало-паточный завод) — производство продуктов питания, безалкогольных напитков. Завод по уничтожению химического оружия введён в эксплуатацию в декабре 2013 года.
В посёлке расположены две войсковых части 53701 и 55498

## Достопримечательности
- Кизнерский историко-краеведческий музей
- Памятник красноармейцам, расстрелянным в годы Гражданской войны
- Памятник воинам погибшим в годы Великой Отечественной войны
- Дом в котором в 1942 году дважды останавливался маршал Советского Союза К. Е. Ворошилов
- Памятник природы — «Бизек»

## Известные уроженцы
- Орлов, Артур Валерьевич — Герой Российской Федерации